# Alberto Palomeque
Alberto Palomeque (Montevideo, 1852-Buenos Aires, 1937) fue un escritor, historiador y abogado uruguayo.

## Biografía

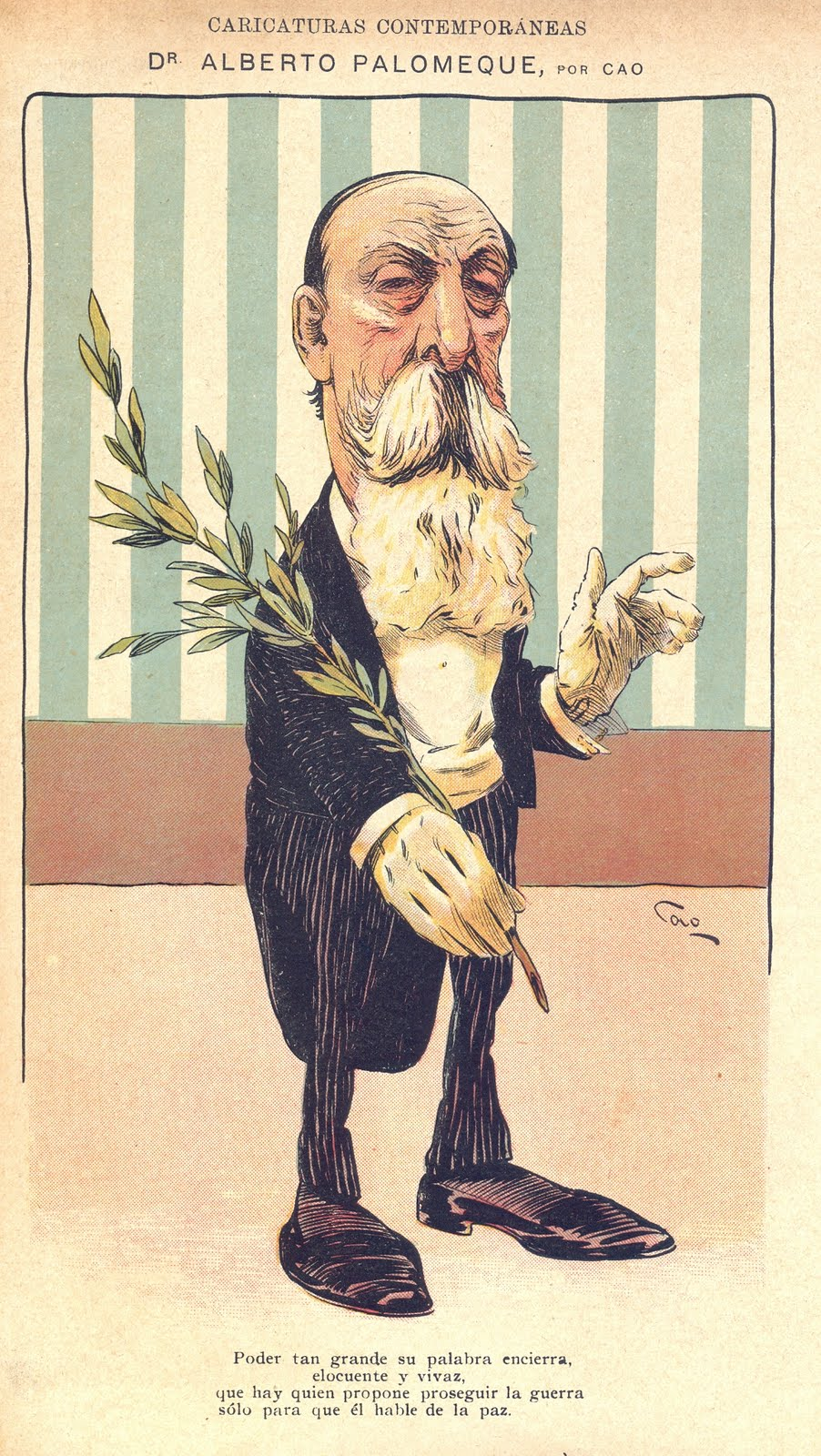
Caricaturizado por Cao

Nació el 13 de julio de 1852 en Montevideo. Abogado, fue fundador de Revista Uruguaya (1875), La Opinión Pública y Revista Judicial del Sud (1875-1880) y Anales del Ateneo (del que fue presidente). Dirigió La Opinión Pública y Boletín Diplomático (1903). Optó por la ciudadanía argentina en 1904.
Publicó muchas obras jurídicas y politicohistóricas, entre ellas Mi año político (8 vols., 1888-1896), Temas uruguayos (1897), El año fecundo (1898), Estudios históricos (1908), Mis derrotas (1899), Conferencias (1901), Orígenes de la diplomacia argentina (2 vols., 1905), La jurisdicción del Plata (1909), La guerra del Paraguay (1909), Movimiento político de 1853 (1914), El general Rivera y la campaña de Misiones (1828) (1914), Guerras de la Argentina y el Brasil (1914), Asambleas legislativas del Uruguay (1850-63) (1916) y Las primeras cartas de nacionalidad argentina (1918).
Falleció el 24 de abril de 1937 en Buenos Aires.